# 祝尚義
祝尚義（？—？），字質甫，騰驤左衛軍籍，直隸淮安衛人，明朝政治人物。

## 生平
嘉靖二十五年（1546年）丙午科順天府鄉試第一名。嘉靖四十一年（1562年）壬戌科進士第三甲第八十六名進士。授南阳府推官，遷刑部主事，升潞安府知府，调郧阳府，致仕歸。

## 家族
曾祖祝瓛；祖父祝英，訓導；父祝舜卿，母王氏。慈侍下。